# Synagoge Dinslaken
Die Dinslakener Synagoge  war ein jüdisches Gotteshaus in Dinslaken.
Das Gebäude war ehemals die Klosterkirche des 1808 aufgehobenen Klosters Marienkamp, das die jüdische Gemeinde übernahm und zur Synagoge umbaute. Sie befand sich an der Ecke Klosterstraße  –  Kaiserstraße (heute Friedrich-Ebert-Straße).

## Geschichte

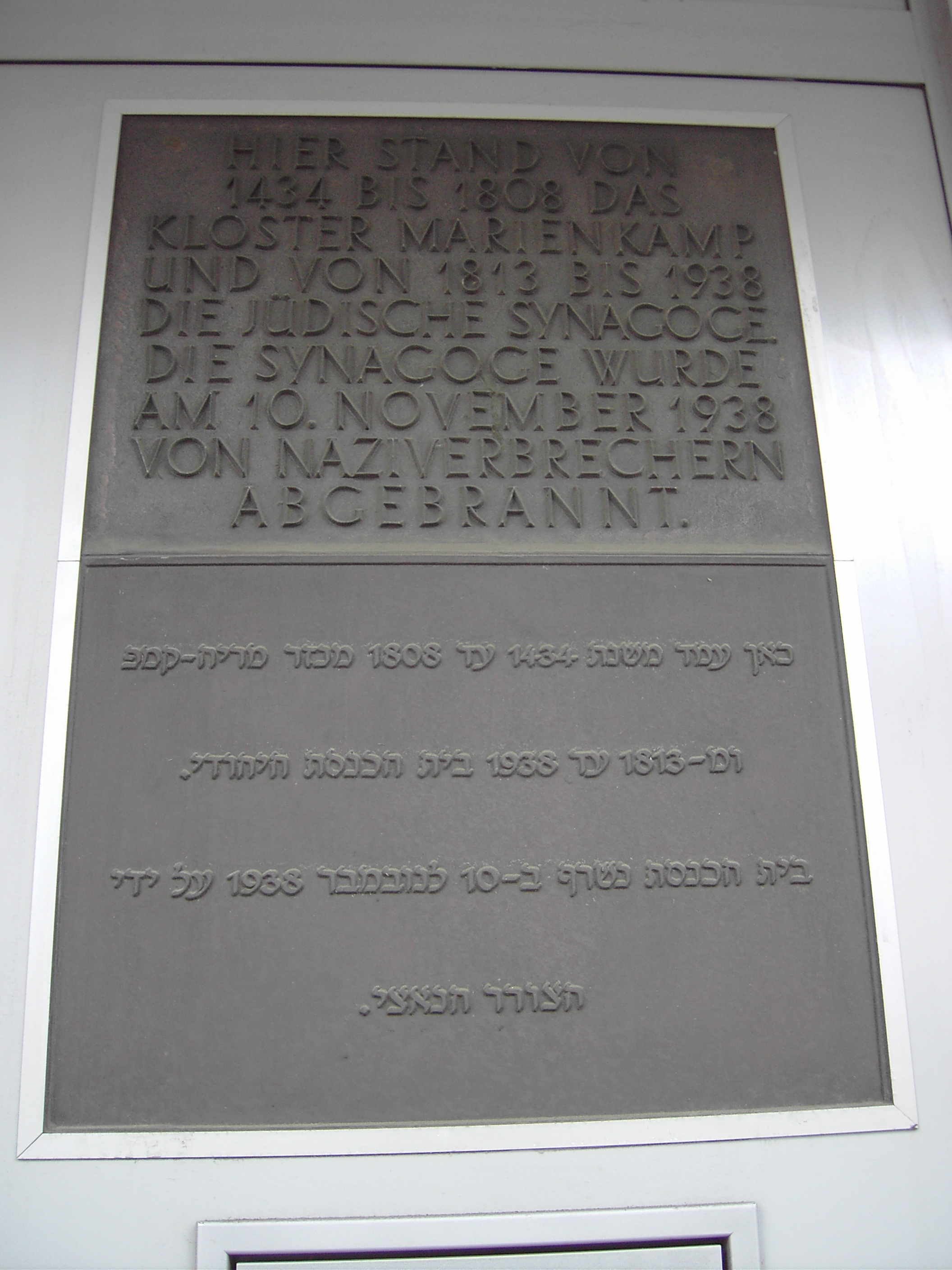
Gedenktafel am ehemaligen Standort der Klosterkirche und späteren Synagoge

In der ersten Hälfte des 14. Jahrhunderts zogen erstmals jüdische Familien nach Dinslaken. Vom Pestpogrom bis zum Anfang des 16. Jahrhunderts sind keine Hinweise auf lokales jüdisches Leben bekannt. Nachher zogen nach Dinslaken erneut wenige Juden, deren Anzahl bis 1800 gering blieb. Schutzherren waren die Grafen von Kleve, die Schutzbriefe ausstellten.
Bis Anfang des 19. Jahrhunderts versammelten sich die jüdischen Bürger Dinslakens zu Gottesdiensten in Privathäusern oder sie nahmen an Gottesdiensten in den benachbarten Synagogengemeinden Holten oder Duisburg teil. Als die Gemeinde wuchs, entstand der Wunsch nach einem eigenen Gotteshaus. Die finanzielle Lage ließ die Verwirklichung dieses Planes zu. 1810 kaufte die jüdische Gemeinde die Kirche des ehemaligen Klosters Marienkamp, um sie als Synagoge umzunutzen. Bei der Klosterkirche handelte es sich um eine spätgotische Kapelle mit Dachreiter, ähnlich der Kirche des Klosters Marienthal. Die jüdischen Gemeinde ließ das dem Verfall preisgegebene Gebäude wieder instand setzen, so dass es nun als Synagoge, genutzt werden konnte. In den 1880er Jahren wurde die Synagoge erweitert, eine Mikwe angebaut und ein Neubau an gleicher Stelle ersetzte 1894 die alte Synagoge, wo die Strebepfeiler von der alten Klosterkirche an den Hauswänden erhalten blieben.
Die Israelitische Kultusgemeinde benutzte sie bis zur Zerstörung in der Pogromnacht im Jahre 1938. Heute steht hier das Wohn- und Geschäftshaus der ehemaligen Filiale der Dresdner Bank. Eine Gedenktafel weist auf die Synagoge hin, die bis 1938 hier stand.